# Lina Kalmteg
Lina Kalmteg, född 1978, är en svensk kulturjournalist och författare.
Lina Kalmteg är kulturjournalist, redaktör och litteraturkritiker på Sveriges Radio. Hon arbetade tidigare på Svenska Dagbladet och har bland annat varit programledare för SvD Kultur på TV 8. Hon debuterade som skönlitterär författare 2016 med Jag såg livet tvingas i mig, en roman om Hannah, en ung flicka med ätstörningar, som kämpar mot sig själv och livet.